# Karl Darlow
Karl Darlow (* 8. Oktober 1990 in Northampton) ist ein englischer Fußballspieler, der aktuell bei Leeds United unter Vertrag steht.

## Spielerkarriere

### Nottingham Forest
Der aus der eigenen Jugendakademie stammende Karl Darlow debütierte am 7. Mai 2011 für Nottingham Forest in der Football League Championship 2010/11.
Am 8. März 2012 wechselte der hinter Lee Camp und Paul Smith lediglich als dritter Torhüter eingeplante Darlow auf Leihbasis zum AFC Newport County. Bis zum Saisonende bestritt er acht Spiele in der fünftklassigen Football Conference.
Zu Beginn der Saison 2012/13 erfolgte ein weiterer Wechsel auf Leihbasis zum Drittligisten FC Walsall. Nach überzeugenden Leistungen in der Football League One wurde das Leihgeschäft am 22. Oktober 2012 um zwei weitere Monate verlängert.
Am 6. Oktober 2012 unterzeichnete Darlow kurz vor seinem 22. Geburtstag einen neuen Dreijahresvertrag in Nottingham.

### Newcastle United
Am 9. August 2014 wechselte Darlow gemeinsam mit Jamaal Lascelles zum Erstligisten Newcastle United. Für die Saison 2014/15 wurden er und Lascelles jedoch direkt wieder an Forest ausgeliehen. Seinen ersten Einsatz in der Premier League hatte er am 28. Dezember 2015 gegen West Bromwich Albion.

### Leeds United
Im Sommer 2023 wechselte er zur Leeds United.